# Bertha Galeron de Calonne
Pour les personnes ayant le même patronyme, voir Calonne.
Bertha Galeron de Calonne, née à Paris (ancien 12e arrondissement) le 15 juin 1859 et morte à Dangu en 1936, est une poétesse française.

## Biographie
Arrière-petite fille de Charles Alexandre de Calonne, qui fut ministre des finances de Louis XVI, elle perdit la vue et devint sourde en 1870 à la suite d'une fièvre typhoïde, une surdité qui ne cessa de s'aggraver jusqu'à la fin de sa vie pour l'ancrer définitivement dans le monde du silence. Les sœurs de Saint-Vincent de Paul qui la prirent comme pensionnaire dans leur institution surent lui donner l'instruction spéciale destinée aux jeunes aveugles et parvinrent même à lui enseigner la musique. Dans ce monde des ténèbres, la poésie et la musique apportèrent à cette jeune fille intelligente l'ineffable consolation.
Mariée à l'architecte Galeron, membre de l'École des beaux-arts, elle eut avec lui quatre enfants, dont deux moururent en bas âge ; et le suivit à la cour de Roumanie, en Espagne et au Portugal. Grande amie de Carmen Sylva (pseudonyme littéraire de la reine Élisabeth de Roumanie) avec qui elle entretint une abondante correspondance, elle fut aussi l'amie d'Amélie du Portugal et de Pierre Loti chez qui elle séjourna à Hendaye.
À la fin de sa vie et après la mort de son mari, elle se retira à Dangu, petit village du département de l'Eure où elle possédait une maison de vacances et où elle s'éteignit et fut inhumée en 1936.

## Œuvres
- Chez la Champmeslé, comédie en vers, avec Ernest de Calonne, Paris, théâtre de l'Odéon, 21 décembre 1886
- Dans ma nuit, poèmes, avec une préface de Carmen Sylva, 1890. Rééditions : 1897 ; 1925 avec une préface de Charles le Goffic ; 1996 avec un avant-propos d’Émile Ducharlet.
- Ambroise Paré, drame en vers joué au théâtre Maguerra en 1899.
- Mémoires (inachevés), fragment paru dans la Revue hebdomadaire du 20 août 1918.